# Prêmios Teen Choice de 1999
Os Prêmios Teen Choice de 1999 (no original em inglês 1999 Teen Choice Awards) foi uma cerimônia realizada em 1 de agosto de 1999, no Gibson Amphitheatre, Universal City, Califórnia. O evento não teve um anfitrião designado, no entanto, Britney Spears apresentou o show com Christina Aguilera, Blink-182, NSYNC e Gloria Estefan.

## Vencedores e nomeados

### Filmes
- Os vencedores são destacadas em negrito

Referencias:
| Melhor Ator | Melhor Atriz |
| --- | --- |
| - Ben Affleck – Armageddon - Matt Damon – Saving Private Ryan - Ryan Phillippe – Cruel Intentions - Freddie Prinze, Jr. – She's All That and I Still Know What You Did Last Summer - Giovanni Ribisi – The Mod Squad and Saving Private Ryan - Adam Sandler – Big Daddy and The Waterboy - Will Smith – Enemy of the State and Wild Wild West - Ben Stiller – There's Something About Mary                                                                             | - Drew Barrymore – Never Been Kissed and Ever After: A Cinderella Story - Claire Danes – The Mod Squad - Cameron Diaz – There's Something About Mary - Kirsten Dunst – Drop Dead Gorgeous - Jennifer Love Hewitt – I Still Know What You Did Last Summer - Gwyneth Paltrow – Shakespeare in Love - Christina Ricci – The Opposite of Sex - Reese Witherspoon – Cruel Intentions         |
| Melhor Trilha sonora | Melhor Filme – Comédia |
| - 10 Things I Hate About You - Bulworth - City of Angels - The Corruptor - Cruel Intentions - The Faculty - The Rugrats Movie - Varsity Blues | - 10 Things I Hate About You - Election - Never Been Kissed - Patch Adams - Shakespeare in Love - She's All That - There's Something About Mary - The Waterboy |
| Melhor Filme – Drama | Melhor Filme de verão |
| - Cruel Intentions - Enemy of the State - Ever After: A Cinderella Story - October Sky - Pleasantville - Star Wars: Episode I – The Phantom Menace - Stepmom - Varsity Blues | - American Pie - Austin Powers: The Spy Who Shagged Me - Big Daddy - Drop Dead Gorgeous - Notting Hill - Star Wars: Episode I – The Phantom Menace - Tarzan - Wild Wild West |
| Choice Movie: Breakout Performance | Melhor Cena Nojenta |
| - Clea DuVall – The Faculty - Jake Gyllenhaal – October Sky - Natasha Lyonne – Slums of Beverly Hills - Sarah Polley – Go - Jason Schwartzman – Rushmore - Dougray Scott – Ever After: A Cinderella Story - Julia Stiles – 10 Things I Hate About You - James Van Der Beek – Varsity Blues | - Cameron Diaz – There's Something About Mary - Shannon Elizabeth – American Pie - Laura Harris – The Faculty - Jennifer Love Hewitt – I Still Know What You Did Last Summer - Tara Reid – American Pie - Devon Sawa – Idle Hands - Joerg Stadler – Saving Private Ryan - Henry Winkler – The Waterboy                                                                                  |
| Melhor Chilique | Melhor Cena engraçada |
| - Sandra Bullock – Forces of Nature - Leonardo DiCaprio – Celebrity - Joseph Gordon-Levitt – 10 Things I Hate About You - Lisa Kudrow – The Opposite of Sex - Ewan McGregor – Star Wars: Episode I – The Phantom Menace - Ryan Phillippe – Cruel Intentions - Jason Schwartzman – Rushmore - Reese Witherspoon – Election | - Jason Biggs – American Pie - Matt Dillon – There's Something About Mary - David Krumholtz – 10 Things I Hate About You - Natasha Lyonne and Marisa Tomei – Slums of Beverly Hills - Jay Mohr and Scott Wolf – Go - Seann William Scott – American Pie - Robin Williams – Patch Adams - Reese Witherspoon and Joan Allen – Pleasantville                                               |
| Melhor Cena de amor | Melhor Vilão |
| - Ben Affleck and Liv Tyler – Armageddon - Drew Barrymore and Michael Vartan – Never Been Kissed - Drew Barrymore and Dougray Scott – Ever After: A Cinderella Story - Elizabeth Hurley and Matthew McConaughey – EDtv - Gwyneth Paltrow and Joseph Fiennes – Shakespeare in Love - Freddie Prinze, Jr. and Rachael Leigh Cook – She's All That - Julia Stiles and Heath Ledger – 10 Things I Hate About You - Reese Witherspoon and Ryan Phillippe – Cruel Intentions | - Chris Cooper – October Sky - Sarah Michelle Gellar – Cruel Intentions - Joseph Gordon-Levitt – 10 Things I Hate About You - Anjelica Huston – Ever After: A Cinderella Story - Mike Myers – Austin Powers: The Spy Who Shagged Me - Ray Park – Star Wars: Episode I – The Phantom Menace - Ryan Phillippe – Cruel Intentions - Matthew Settle – I Still Know What You Did Last Summer |

### Televisão
Referencias:
| Melhor Ator - TV | Melhor Atriz - TV |
| --- | --- |
| - David Boreanaz – Buffy the Vampire Slayer - Scott Foley – Felicity - Joseph Gordon-Levitt – 3rd Rock from the Sun - Joshua Jackson – Dawson's Creek - James Van Der Beek – Dawson's Creek - Barry Watson – 7th Heaven - Scott Wolf – Party of Five - Noah Wyle – ER | - Brandy – Moesha - Neve Campbell – Party of Five - Jennie Garth – Beverly Hills, 90210 - Sarah Michelle Gellar – Buffy the Vampire Slayer - Melissa Joan Hart – Sabrina, the Teenage Witch - Jennifer Love Hewitt – Party of Five - Katie Holmes – Dawson's Creek - Keri Russell – Felicity |
| Melhor Série de TV – Drama | Melhor Série de TV – Comédia |
| - 7th Heaven - Buffy the Vampire Slayer - Charmed - Dawson's Creek - ER - Felicity - Party of Five - The X-Files | - 3rd Rock from the Sun - Dharma & Greg - Friends - Home Improvement - Moesha - Sabrina, the Teenage Witch - South Park - That '70s Show - Two Guys and a Girl |
| Choice TV: Breakout Performance | |
| - Selma Blair – Zoe, Duncan, Jack and Jane - Rachael Leigh Cook – Dawson's Creek - Scott Foley – Felicity - Topher Grace – That '70s Show - Meredith Monroe – Dawson's Creek - Laura Prepon – That '70s Show - Keri Russell – Felicity - Scott Speedman – Felicity    | |

### Música
| Melhor Artista Masculino - Música | Melhor Artista Feminino - Música |
| --- | --- |
| - Jay-Z - R. Kelly - Jordan Knight - Ricky Martin - Mase - Puff Daddy - Will Smith - Usher | - Christina Aguilera - Brandy - Mariah Carey - Faith Evans - Lauryn Hill - Monica - Britney Spears - Shania Twain |
| Melhor Banda | Choice Music: Breakout Artist |
| - 98 Degrees - Aerosmith - Backstreet Boys - Goo Goo Dolls - NSYNC - Smash Mouth - TLC - TRU | - 98 Degrees - Eminem - Lauryn Hill - Ja Rule - Jordan Knight - Jennifer Lopez - NSYNC - Britney Spears |
| Melhor Canção de amor | Melhor Single |
| - "Angel of Mine" – Monica - "Because of You" – 98 Degrees - "I Don't Want to Miss a Thing" – Aerosmith - "I'll Never Break Your Heart" – Backstreet Boys - "Iris" – Goo Goo Dolls - "Kiss Me" – Sixpence None the Richer - "Love Like This" – Faith Evans - "Tearin' Up My Heart" – NSYNC          | - "...Baby One More Time" – Britney Spears - "The Boy Is Mine" – Brandy and Monica - "Doo Wop (That Thing)" – Lauryn Hill - "Genie in a Bottle" – Christina Aguilera - "I Don't Want to Miss a Thing" – Aerosmith - "I Want It That Way" – Backstreet Boys - "Livin' la Vida Loca" – Ricky Martin - "You're Still the One" – Shania Twain |
| Choice Music: Rap Track | Melhor Álbum |
| - "Get Ready" – Mase - "Hate Me Now" – Nas caracterizando Puff Daddy - "Holla Holla" – Ja Rule - "Hoody Hooo" – TRU - "Miami" – Will Smith - "My Name Is" – Eminem - "Nigga What, Nigga Who (Originator 99)" – Jay-Z - "Wild Wild West" – Will Smith                                                | - ...Baby One More Time – Britney Spears - The Boy Is Mine – Monica - FanMail – TLC - The Miseducation of Lauryn Hill – Lauryn Hill - Never Say Never – Brandy - NSYNC – NSYNC - R – R. Kelly - Vol. 2... Hard Knock Life – Jay-Z |
| Melhor Vídeo | Melhor Canção de verão |
| - "...Baby One More Time" – Britney Spears - "All I Have to Give" – Backstreet Boys - "Everybody (Backstreet's Back)" – Backstreet Boys - "I Want It That Way" – Backstreet Boys - "Livin' la Vida Loca" – Ricky Martin - "My Name Is" – Eminem - "No Scrubs" – TLC - "Wild Wild West" – Will Smith | - "All Star" – Smash Mouth - "Doo Wop (That Thing)" – Lauryn Hill - "Genie in a Bottle" – Christina Aguilera - "Hate Me Now" – Nas caracterizando Puff Daddy - "I Want It That Way" – Backstreet Boys - "If You Had My Love" – Jennifer Lopez - "Livin' la Vida Loca" – Ricky Martin - "Wild Wild West" – Will Smith                      |

### Diversos
Referencias:
| Homem quente | Mulher quente |
| --- | --- |
| - Ben Affleck - David Boreanaz - Matt Damon - Leonardo DiCaprio - Jordan Knight - Ricky Martin - Freddie Prinze, Jr. - Will Smith | - Drew Barrymore - Kirsten Dunst - Sarah Michelle Gellar - Jennifer Love Hewitt - Katie Holmes - Keri Russell - Britney Spears - Reese Witherspoon |
| Melhor Atleta Masculino | Melhor Atleta Feminino |
| - Andre Agassi - Kobe Bryant - Terrell Davis - John Elway - Michael Jordan - Mark McGwire - Joe Nieuwendyk - Tiger Woods          | - Cynthia Cooper - Steffi Graff - Mia Hamm - Michelle Kwan - Lisa Leslie - Tara Lipinski - Picabo Street - Kristi Yamaguchi                        |
| Melhor Comediante | Modelo |
| - Tim Allen - Whoopi Goldberg - Jay Leno - David Letterman - Rosie O'Donnell - Chris Rock - Adam Sandler - Robin Williams         | - Tyra Banks - Shalom Harlow - Mali - Sarah McNeily - Rebecca Romijn-Stamos - Kim Smith - Niki Taylor - Tyrese                                     |
| Melhor Atleta Masculino Extremo                                                                                                   | Melhor Atleta Feminino Extremo |
| - Tony Hawk - Andy Macdonald - Dave Mirra - Jonny Moseley - Shaun Palmer - Travis Pastrana - Kelly Slater - Danny Way             | - Megan Abubo - Lisa Andersen - Layne Beachley - Tara Dakides - Dallas Friday - Nikki Stone - Picabo Street - Jennie Waara                         |
| Melhor Luta Profissional | |
| - Goldberg - Hollywood Hulk Hogan - Mankind - Kevin Nash - The Rock - Sable - Stone Cold Steve Austin - The Undertaker            | |